# Олафур Еліассон
Олафур Еліассон (*5 лютого 1967, Копенгаген) — данський скульптор ісландського походження. Живе та працює в Берліні та Копенгагені. У своїх творах використовує переважно фізичні природні феномени такі як світло, вода, рух та віддзеркалення.

## Біографія
Народився в Копенгагені в родині ісландських емігрантів. У 1980-ті роки разом з друзями виступав як брейк-дансер. В 1989–1995 навчався в Данській королівській академії витончених мистецтв. Проходив стажування в Нью-Йорку. Після навчання, 1994 року переїхав до Берліна, де відкрив свою студію. Від 2006 року викладає в Берлінському університеті мистецтв, де 2009 року заснував Інститут експериментів з простором. 2012 року обраний членом Берлінської академії мистецтв. Представляв Данію на Венеційському бієнале 2003 року. Виставки проходили зокрема в Музеї сучасного мистецтва в Нью-Йорку (2008) та в Тейт Модерн в Лондоні (2003–2004, 2012).

## Основні твори
- «Ваша веселкова панорама», 2011. Орхус, Данія.
- Круглий міст, 2015. Копенгаген, Данія.

## Нагороди
- 2014 — Премія Вольфа в галузі скульпури
- 2013 — Премія Європейського союзу за сучасну архітектуру
- 2007 — Премія Жоана Міро
- 2006 — Премія Фрідріха Кізлера